# Kauê Willy
Kauê Willy (4 de junho de 1996) é um triatleta brasileiro medalhista nos Jogos Pan-Americanos.

## Carreira
Kauê integrou a equipe nacional campeã do revezamento misto nos Jogos Sul-Americanos de 2018, em Cochabamba. No mesmo evento, conquistou o bronze na competição masculina.
Em junho de 2019, Kauê foi convocado para os Jogos Pan-Americanos de 2019 juntamente com Vittória Lopes, Manoel Messias e Luisa Baptista. Os triatletas integraram a equipe de revezamento misto que conquistou a medalha de ouro no Campeonato Pan-Americano de Triatlo, em Monterrey, sendo esta a última competição que contabilizou pontos para o evento multiesportivo. Em Lima, integrou a equipe que venceu o revezamento misto.